# Trifolium owyheense
Trifolium owyheense är en ärtväxtart som beskrevs av Helen Margaret Gilkey. Trifolium owyheense ingår i släktet klövrar, och familjen ärtväxter. Inga underarter finns listade i Catalogue of Life.